# Seis sonatas para violín solo (Ysaÿe)

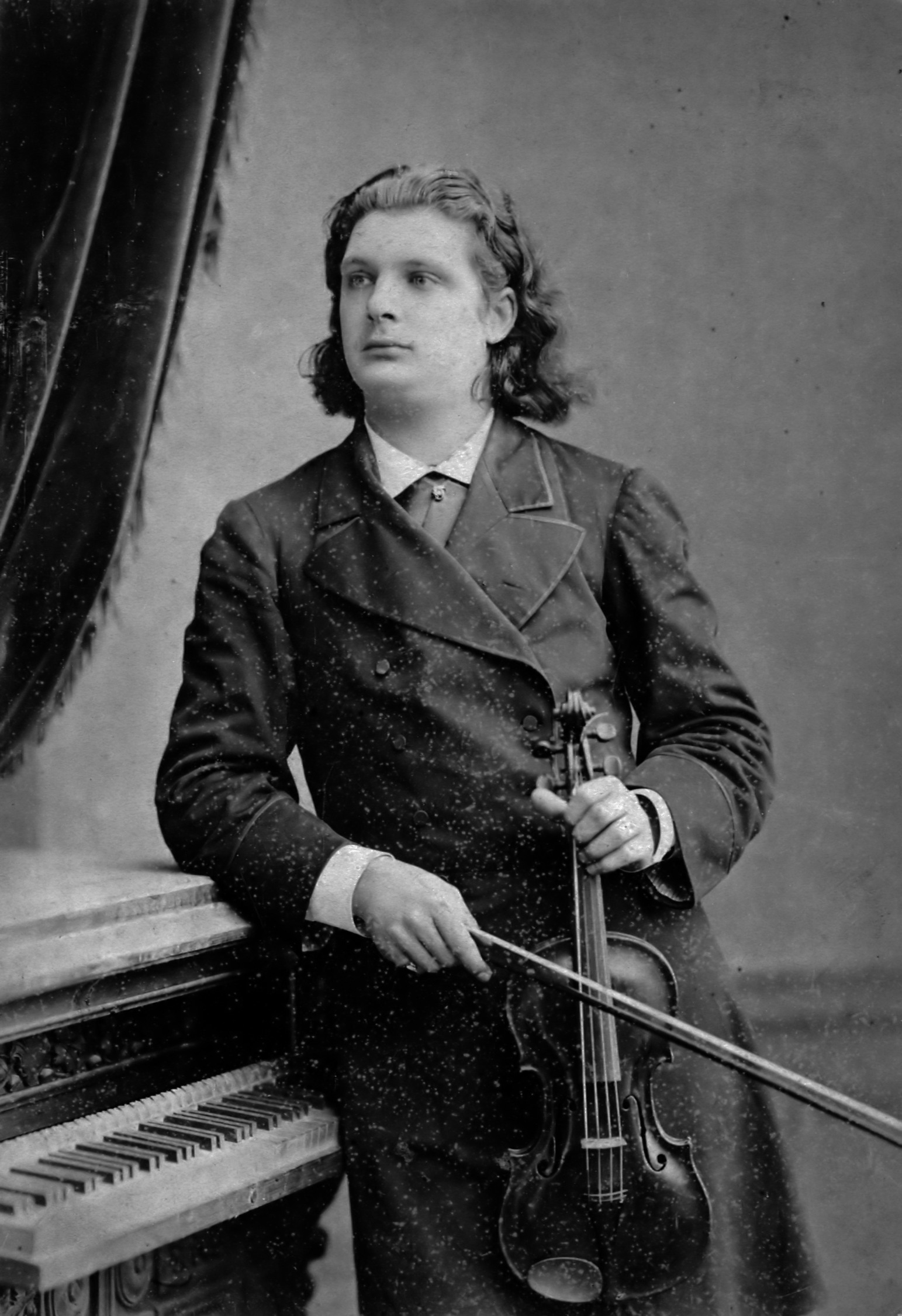
Eugène Ysaÿe en 1883.

La serie de Seis sonatas para violín solo, op. 27, de Eugène Ysaÿe fue compuesta en julio de 1923. Cada sonata está dedicada a un violinista contemporáneo del compositor: Joseph Szigeti (n.º 1), Jacques Thibaud (n.º 2), George Enescu (n.º 3), Fritz Kreisler (n.º 4), Mathieu Crickboom (n.º 5) y Manuel Quiroga (n.º 6). 

## Contexto histórico
Después de haber escuchado a Joseph Szigeti interpretar la sonata de Johann Sebastian Bach para violín solo en sol menor, Ysaÿe se inspiró para componer obras de violín que representaran la evolución de las técnicas y expresiones musicales de su tiempo. Como Ysaÿe señaló: "He interpretado todo, desde Bach hasta Debussy, porque el verdadero arte debe ser internacional". En este conjunto de sonatas, utilizó características prominentes de la música de principios del siglo XX, como escalas de tonos enteros, disonancias y cuartos de tonos. El compositor también empleó técnicas virtuosas de arco y la mano izquierda en todo momento, porque creía que "en la actualidad las herramientas de dominio del violín, de expresión, técnica, mecanismo, son mucho más necesarias que en el pasado. De hecho, son indispensables para que el espíritu se exprese sin restricciones". Por lo tanto, estas sonatas le imponen altas exigencias técnicas a sus intérpretes. Sin embargo, Ysaÿe advierte recurrentemente a los violinistas que nunca deben olvidar tocar en lugar de preocuparse por los elementos técnicos; un maestro de violín "debe ser un violinista, un pensador, un poeta, un ser humano, debe haber conocido la esperanza, el amor, la pasión y la desesperación, debe haber recorrido toda la gama de emociones para expresarlas todas en su forma de tocar.

## Sonata n.º 1 en sol menor
Sonata n.º 1, en cuatro movimientos, está dedicada a Joseph Szigeti. 
1. Grave
2. Fugato
3. Allegretto poco scherzoso
4. Finale; Con brio

## Sonata n.º 2 en la menor
La sonata n.° 2, en cuatro movimientos, está dedicada a Jacques Thibaud, un amigo de Ysaÿe. 
1. Obsession; Prelude (con citas del Preludio de la Partita n.º 3 en mi mayor, BWV 1006 de Bach)
2. Malinconia
3. Danse des Ombres; Sarabande
4. Les furies

## Sonata n.° 3 en re menor, "Ballade"
Esta sonata, dedicada a George Enescu, posee un solo movimiento en dos secciones: 
- Lento molto sostenuto
- Allegro en tempo giusto e con bravura

La primera interpretación de esta sonata estuvo a cargo de Josef Gingold.

## Sonata n.° 4 en mi menor
La cuarta sonata está dedicada a Fritz Kreisler . 
1. Allemande (Lento maestoso)
2. Sarabande (Quasi lento)
3. Finale (Presto ma no troppo)

## Sonata n.° 5 en sol mayor
La sonata está dedicada Mathieu Crickboom. Tiene dos movimientos: 
1. L'Aurore
2. Danse rustique

## Sonata n.° 6 en mi mayor
La última sonata está dedicada a Manuel Quiroga.Sin embargo, este violinista nunca tocó esta sonata en público. Está compuesta en el estilo de una habanera española, con una sección media turbulenta, y destaca por su rica textura y cromatismo así como pasajes de escala. Es un trabajo de un solo movimiento, con la indicación marcada: "Allegro giusto non troppo vivo". 

## Grabaciones
Las "Seis Sonatas" en integral han sido grabadas por: 
- Ruggiero Ricci (Vox-Candide, 1974)
- Gidon Kremer (Melodiya, 1976)
- Charles Castleman (Music & Arts, 1981)
- Oscar Shumsky (Nimbus, 1982)
- Rudolf Werthen (EMI, 1985 / reedición: Pavane Records, 1988)
- Lydia Mordkovitch (Chandos, 1988)
- Yuval Yaron (Accord, 1990)
- Evgenia-Maria Popova (Leman, 1991)
- Mateja Marinkovic (Collins, 1992)
- Vilmos Szabadi (Hungaroton, 1992)
- Stéphane Tran Ngoc (REM, 1994)
- Frank Peter Zimmermann (EMI, 1994)
- Tomoko Kato (Denon-Japan, 1995)
- Vincenzo Bolognese (P&P Classica, 1991 / reedición: Arts Music, 1997)
- Philippe Graffin (Hyperion, 1997)
- Takayoshi Wanami (Denon-Somm, 1997)
- Leonidas Kavakos (BIS, 1999)
- Laurent Korcia (Lyrinx, 2000)
- Ilya Kaler (Naxos, 2001)
- Jassen Todorov (Gega New, 2001)
- Benjamin Schmid (de) (Oehms Classics/Naxos, 2002)
- Hana Kotková (Forlane, 2002)
- Arisa Fujita (Intim Musik, 2004)
- Shunsuke Sato (Live Notes-Japan, 2004)
- Thomas Zehetmair (ECM, 2004)
- Marianne Piketty (Maguelone-France, 2006)
- Fanny Clamagirand  (Nascor, 2007)
- Ray Iwazumi (Japan CD, 2008)
- Henning Kraggerud (Simax, 2008)
- Rachel Kolly d'Alba (Warner Classics, 2010)
- Wojciech Koprowski (Accord/Naxos, 2010)
- Judith Ingolfsson (Genuin, 2011)
- Wanchi Huang (Centaur, 2012)
- Tai Murray (Harmonia Mundi USA, 2012)
- Tedi Papavrami (Zig-Zag Territoires, 2012)
- Olga Guy (Arion Paris, 2012)
- Kristóf Baráti (Brilliant Classics, 2013)
- Žiga Brank (sl) (RTV Slovenia Klasika, 2013)
- Tianwa Yang (Naxos, 2014)
- Alina Ibragimova (Hyperion, 2015)
- Ksenia Milas (it) (ANIMA Records, Paris, 2017)

Entre otras grabaciones notables de las Sonatas separadas, se encuentran:
- Efrem Zimbalist (N.º 1 - Victor, 1939)
- Ruggiero Ricci
  - N.º 3 - en vivo, One-Eleven, 1978, Etcétera, 1979
  - N.º 4 - en vivoTown Hall, One-Eleven, 1946
- David Oistrakh (N.º 3 - Melodiya 1947; 1955 en vivo; 1966)
- Michael Rabin (Nos. 3, 4 - EMI, 1956)
- Ion Voicu
  - No.3 - 1960s
  - No.5 - Decca, 1965
  - No.6 - Electrecord, 1965

- Aaron Rosand (Nos. 2, 6 - Audiofon, 1988)
- Maxim Vengerov
  - N.º 3 - Biddulph, 1989
  - Nos. 2, 3, 4, 6 - EMI, 2002
- Leonidas Kavakos (N.º 6 - Début Koch International, 1990)
- Ilya Gringolts (N.º 3 - BIS, 2000)
- George Zacharias (N.º 6 - Divine Art, 2009)
- Vadim Gluzman (N.º 2 - BIS, 2012)